# Phillips Payson O'Brien
Phillips Payson O'Brien, född 1963 i Boston, Massachusetts, är en amerikansk historiker, professor i strategi vid Saint Andrews-universitetet i Skottland.
För en bredare allmänhet är han känd som författare till böcker som How the War Was Won: Air-Sea Power and Allied Victory in World War II (2015) och The Second Most Powerful Man in the World: The Life of Admiral William D. Leahy, Roosevelt's Chief of Staff (2019). Båda handlar om andra världskriget och tar med ekonomiska faktorer i omvärderingen av vad som var väsentligt för krigets utgång.
O'Brien studerade vid Trinity College, Connecticut, doktorerade 1998 vid University of Cambridge och föreläste vid University of Glasgow innan han 2016 blev professor vid Saint Andrews.